# Prjamaja linija
Prjamaja linija (Прямая линия) è un film del 1967 diretto da Jurij Afanas'evič Šnyrёv.